# N2O: Nitrous Oxide
N2O: Nitrous Oxide est un jeu vidéo de type tube shooter développé et édité par Gremlin Interactive, sorti en 1998 sur PlayStation.

## Accueil
- Jeuxvideo.com : 14/20[1]